# Daphne (Alabama)
Daphne ist eine Stadt im Baldwin County im US-Bundesstaat Alabama, Vereinigte Staaten mit 27.462 Einwohnern (Stand: 2020). Die Metropolregion hat ca. 209.000 Einwohner. Die Stadtfläche beträgt 36,5 km². Der 914 m lange George Wallace Tunnel unterquert den Mobile River und verbindet Daphne mit Mobile, Alabama.

## Demographie
Nach der Volkszählung aus dem Jahr 2000 hatte Daphne 16.581 Einwohner, die sich auf 6563 Haushalte und 4670 Familien verteilten. Die Bevölkerungsdichte betrug somit 475,3 Einwohner/km². 85,33 % der Bevölkerung waren weiß, 12,35 % afroamerikanisch. In 34,2 % der Haushalte lebten Kinder unter 18 Jahren. Das Durchschnittseinkommen betrug 52.603 Dollar pro Haushalt, wobei 4,5 % der Bevölkerung unterhalb der Armutsgrenze lebten.

## Geschichte
Den Ort Daphne gibt es seit der Mitte des 16. Jahrhunderts während der Zeit der spanischen Erkundungen. 1763 wurde die Gemeinde Daphne eingerichtet, zu dieser Zeit wurde sie oft nur the Village (Das Dorf) genannt. Die offizielle Stadtgründung erfolgte im April 1874, als das Postamt von Daphne eröffnete. Bis zur Mitte des 18. Jahrhunderts war Daphne der County Seat des Baldwin Countys, bis er nach Bay Minette abgegeben werden musste, wo er sich noch heute befindet. 1972 wurde die Sporthochschule United States Sports Academy gegründet. Ab 1990 wuchs die Bevölkerung des Ortes stark an.
Acht Bauwerke und Stätten in Daphne sind im National Register of Historic Places (NRHP) eingetragen (Stand 30. Juni 2019), darunter die Malbis Plantation.

## Söhne und Töchter
- Joseph Lawson Howze (1923–2019), römisch-katholischer Geistlicher, Bischof von Biloxi
- Michael Pierce (* 1992), American-Football-Spieler